# 새양버들
새양버들은 한반도 중부 이북의 산골까지 또는 하천가의 모래땅이나 자갈밭에 나는 낙엽교목이다. 높이 20~30m, 지름 1m 정도이며, 껍질은 회갈색이다. 잎은 피침형 또는 긴 타원형으로 끝이 뭉뚝하며, 가장자리는 거의 밋밋하거나 잔 톱니가 있고, 뒷면은 흰 가루로 덮여 있으며, 길이 6~8cm, 폭 16~23mm이다. 꽃은 유이꽃차례로 수꽃의 포는 넓은 난형이고, 거친 털이 있으며, 수술 5개, 꿀샘은 없다. 암꽃의 포는 넓은 타원형, 씨방은 짧은 자루가 있고, 원통상 긴 계란형으로 암술대는 2개이다. 열매는 삭과이며, 5-6월에 개화하여 6월에 결실한다. 목재는 조림수·신탄재로 쓰이며 가지는 약용으로 이용된다. 새양버들속의 유일한 종이나, 학자에 따라서는 버드나무속으로 분류하기도 한다.